# Razah's Ladder
Razah's Ladder es un álbum de estudio colaborativo del dúo estadounidense de producción de hip hop Blue Sky Black Death el rapero estadounidense Hell Razah. Fue lanzado por Babygrande Records en 2007.

## Producción
El título del álbum se refiere a la historia bíblica de la escalera de Jacob. Razah dijo que el álbum "me representa escalando en mi carrera", y lo conduciría a su siguiente proyecto en solitario, titulado Heaven Razah. Después de la reciente muerte de su padre, Razah decidió tomar el álbum en una dirección espiritual más profunda. Blue Sky Black Death dijo que la producción del álbum no fue tan oscura o siniestra como la producción de su proyecto anterior con la filial de Wu-Tang, Holocaust, y lo calificó como un "álbum edificante" con ritmos más conmovedores solicitados por Razah.

## Lista de canciones
| N.º | Título                                        | Duración |  |
| 1.  | «Elevation»                                   | 1:32     |  |
| 2.  | «Razah's Ladder»                              | 2:34     |  |
| 3.  | «The Cube»                                    | 3:41     |  |
| 4.  | «Halos» (con Crooked I)                       | 4:23     |  |
| 5.  | «Most Merciful»                               | 1:53     |  |
| 6.  | «Audiobiography» (con Shabazz the Disciple)   | 4:34     |  |
| 7.  | «Pray Together»                               | 3:58     |  |
| 8.  | «Poor Righteous Dreams»                       | 2:59     |  |
| 9.  | «Better than Jewelry»                         | 3:18     |  |
| 10. | «Project Prophecy» (con Ill Bill y Sabac Red) | 4:10     |  |
| 11. | «Painted Jezebels»                            | 4:10     |  |
| 12. | «Written in Blood» (con Prodigal Sunn)        | 3:16     |  |
| 13. | «Stairway to Heaven»                          | 2:55     |  |
| 14. | «Sun of Man»                                  | 3:26     |  |